# ATP-toernooi van São Paulo
Het ATP-toernooi van São Paulo was een jaarlijks terugkerend tennistoernooi voor mannen dat werd georganiseerd in het Braziliaanse São Paulo. De officiële naam van het toernooi was de Brasil Open. Het toernooi behoorde tot de ‘Golden Swing’, een reeks graveltoernooien in Latijns-Amerika die plaatsvinden in de maand februari.
In 1991 werd voor het eerst in ATP-verband in São Paulo getennist. Het toernooi was de opvolger van het ATP-toernooi van Itaparica en stond ook bekend onder de naam Banespa Open. In 1993 was de laatste editie. Sinds 2001 werd in het 2000 kilometer noordelijker gelegen Costa do Sauípe jaarlijks de Brasil Open georganiseerd en in 2012 verhuisde dat toernooi terug naar São Paulo.

## Finales

### Enkelspel
| Datum           | Ondergrond     | Winnaar             | Verliezend finalist  | Uitslag             |           |
| São Paulo       | São Paulo      | São Paulo           | São Paulo            | São Paulo           | São Paulo |
| --------------- | -------------- | ------------------- | -------------------- | ------------------- | --------- |
| 2019            | Gravel, indoor | Guido Pella         | Christian Garín      | 7-5, 6-3            | Details   |
| 2018            | Gravel, indoor | Fabio Fognini       | Nicolás Jarry        | 1-6, 6-1, 6-4       | Details   |
| 2017            | Gravel, indoor | Pablo Cuevas (3)    | Albert Ramos Viñolas | 6-7(3), 6-4, 6-4    | Details   |
| 2016            | Gravel, indoor | Pablo Cuevas (2)    | Pablo Carreño Busta  | 7-6(4), 6-3         | Details   |
| 2015            | Gravel, indoor | Pablo Cuevas (1)    | Paolo Lorenzi        | 6-4, 3-6, 7-6(4)    | Details   |
| 2014            | Gravel, indoor | Federico Delbonis   | Paolo Lorenzi        | 4-6, 6-3, 6-4       | Details   |
| 2013            | Gravel, indoor | Rafael Nadal (2)    | David Nalbandian     | 6-2, 6-3            | Details   |
| 2012            | Gravel, indoor | Nicolás Almagro (3) | Filippo Volandri     | 6-3, 4-6, 6-4       | Details   |
| Costa do Sauípe |                |                     |                      |                     |           |
| 2011            | Gravel, buiten | Nicolás Almagro (2) | Oleksandr Dolgopolov | 6-3, 7-6(3)         | Details   |
| 2010            | Gravel, buiten | Juan Carlos Ferrero | Łukasz Kubot         | 6-1, 6-0            | Details   |
| 2009            | Gravel, buiten | Tommy Robredo       | Thomaz Bellucci      | 6-3, 3-6, 6-4       | Details   |
| 2008            | Gravel, buiten | Nicolás Almagro (1) | Carlos Moyà          | 7-6(4), 3-6, 7-5    | Details   |
| 2007            | Gravel, buiten | Guillermo Cañas     | Juan Carlos Ferrero  | 7-6(4), 6-2         | Details   |
| 2006            | Gravel, buiten | Nicolás Massú       | Alberto Martín       | 6-3, 6-4            | Details   |
| 2005            | Gravel, buiten | Rafael Nadal (1)    | Alberto Martín       | 6-0, 6-7(2), 6-1    | Details   |
| 2004            | Gravel, buiten | Gustavo Kuerten (2) | Agustín Calleri      | 3-6, 6-2, 6-3       | Details   |
| 2003            | Gravel, buiten | Sjeng Schalken      | Rainer Schüttler     | 6-2, 6-4            | Details   |
| 2002            | Gravel, buiten | Gustavo Kuerten (1) | Guillermo Coria      | 6-7(4), 7-5, 7-6(2) | Details   |
| 2001            | Gravel, buiten | Jan Vacek           | Fernando Meligeni    | 2-6, 7-6(2), 6-3    | Details   |
| São Paulo       |                |                     |                      |                     |           |
| 1993            | Gravel, buiten | Alberto Berasategui | Ctislav Doseděl      | 6-4, 6-3            | Details   |
| 1992            | Gravel, buiten | Luiz Mattar         | Jaime Oncins         | 6-1, 6-4            | Details   |
| 1991            | Gravel, buiten | Christian Miniussi  | Jaime Oncins         | 2-6, 6-3, 6-4       | Details   |

### Dubbelspel
| Datum           | Ondergrond     | Winnaars                                  | Verliezend finalist                       | Uitslag             |           |
| São Paulo       | São Paulo      | São Paulo                                 | São Paulo                                 | São Paulo           | São Paulo |
| --------------- | -------------- | ----------------------------------------- | ----------------------------------------- | ------------------- | --------- |
| 2019            | Gravel, indoor | Federico Delbonis (2) Máximo González (2) | Luke Bambridge Jonny O'Mara               | 6-4, 6-3            | Details   |
| 2018            | Gravel, indoor | Federico Delbonis (1) Máximo González (1) | Wesley Koolhof Artem Sitak                | 6-4, 6-2            | Details   |
| 2017            | Gravel, indoor | Rogério Dutra da Silva André Sá (2)       | Marcus Daniell Marcelo Demoliner          | 7-6(5), 5-7, [10-7] | Details   |
| 2016            | Gravel, indoor | Julio Peralta Horacio Zeballos            | Pablo Carreño Busta David Marrero         | 4-6, 6-1, [10-5]    | Details   |
| 2015            | Gravel, indoor | Juan Sebastián Cabal Robert Farah Maksoud | Paolo Lorenzi Diego Sebastián Schwartzman | 6-4, 6-2            | Details   |
| 2014            | Gravel, indoor | Guillermo García López Philipp Oswald     | Juan Sebastián Cabal Robert Farah Maksoud | 5-7, 6-4, [15-13]   | Details   |
| 2013            | Gravel, indoor | Alexander Peya Bruno Soares (3)           | František Čermák Michal Mertiňák          | 6-7(5), 6-2, [10-7] | Details   |
| 2012            | Gravel, indoor | Eric Butorac Bruno Soares (2)             | Michal Mertiňák André Sá                  | 3-6, 6-4, [10-8]    | Details   |
| Costa do Sauípe |                |                                           |                                           |                     |           |
| 2011            | Gravel, buiten | Marcelo Melo (2) Bruno Soares (1)         | Pablo Andújar Daniel Gimeno Traver        | 7-6(4), 6-3         | Details   |
| 2010            | Gravel, buiten | Pablo Cuevas Marcel Granollers (2)        | Łukasz Kubot Oliver Marach                | 7-5, 6-4            | Details   |
| 2009            | Gravel, buiten | Marcel Granollers (1) Tommy Robredo       | Lucas Arnold Ker Juan Mónaco              | 6-4, 7-5            | Details   |
| 2008            | Gravel, buiten | Marcelo Melo (1) André Sá (1)             | Albert Montañés Santiago Ventura          | 4-6, 6-2, [10-7]    | Details   |
| 2007            | Gravel, buiten | Lukáš Dlouhý (2) Pavel Vízner (2)         | Rubén Ramírez Hidalgo Albert Montañés     | 6-2, 7-6(4)         | Details   |
| 2006            | Gravel, buiten | Lukáš Dlouhý (1) Pavel Vízner (1)         | Mariusz Fyrstenberg Marcin Matkowski      | 6-1, 4-6, [10-3]    | Details   |
| 2005            | Gravel, buiten | František Čermák Leoš Friedl              | José Acasuso Ignacio González King        | 6-4, 6-4            | Details   |
| 2004            | Gravel, buiten | Mariusz Fyrstenberg Marcin Matkowski      | Tomas Behrend Leoš Friedl                 | 6-2, 6-2            | Details   |
| 2003            | Gravel, buiten | Todd Perry Thomas Shimada                 | Scott Humphries Mark Merklein             | 6-2, 6-4            | Details   |
| 2002            | Gravel, buiten | Scott Humphries Mark Merklein             | Gustavo Kuerten André Sá                  | 6-3, 7-6(1)         | Details   |
| 2001            | Gravel, buiten | Enzo Artoni Daniel Melo                   | Gastón Etlis Brent Haygarth               | 6-3, 1-6, 7-6(5)    | Details   |
| São Paulo       |                |                                           |                                           |                     |           |
| 1993            | Gravel, buiten | Sergio Casal Emilio Sánchez               | Pablo Albano Javier Frana                 | 4-6, 7-6, 6-4       | Details   |
| 1992            | Gravel, buiten | Diego Pérez Francisco Roig                | Christer Allgardh Carl Limberger          | 6-2, 7-6            | Details   |
| 1991            | Gravel, buiten | Andrés Gómez Jaime Oncins                 | Jorge Lozano Cassio Motta                 | 7-5, 6-4            | Details   |

1991 · 1992 · 1993 · 1994 · 1995 · 1995 · 1996 · 1997 · 1998 · 1999 · 2000 · 2001 · 2002 · 2003 · 2004 · 2005 · 2006 · 2007 · 2008 · 2009 · 2010 · 2011 · 2012 · 2013 · 2014 · 2015 · 2016 · 2017 · 2018 · 2019
ITF-toernooien (mannen en vrouwen)

ATP-toernooien (mannen) – ATP-seizoen 2025

WTA-toernooien (vrouwen) – WTA-seizoen 2025

Voormalige toernooien mannen
Voormalige toernooien vrouwen
Voormalige amateurtoernooien